# Roger Dangeville
Roger Dangeville, nacido el 11 de junio de 1925 en Hayange y murió el 9 de septembre de 2006 en Mérindol-les-Oliviers, fue un traductor francés, que contribuyó al descubrimiento de textos inéditos de Marx  .
Militante del Partido Comunista Internacional desde 1956, cuando fue reclutado por Suzanne Voute., Roger Dangeville mantuvo una correspondencia amistosa con Amadeo Bordiga, fundador del Partido Comunista de Italia, entonces figura de la oposición comunista al estalinismo . Además, ocasionalmente utilizó textos de Bordiga como prefacio a sus traducciones de Marx, sin citarlo — según el principio del trabajo colectivo y anónimo En 1966, abandona este partido, al mismo tiempo que Jacques Camatte para publicar la revista Le Fil du temps, hasta 1977  .

## Traducciones
Las traducciones de Roger Dangeville van siempre acompañadas de larguísimas presentaciones, que forman verdaderos ensayos, y abundantes notas. Suelen ser selecciones de textos sobre un tema en particular.
- Karl Marx, Grundrisse - fundamentos de la crítica de la economía política, 2 Anthropos vols 1967-1968.
- Karel Kosik, La Dialéctica del Concreto, Biblioteca Socialista Maspéro 1970.
- Karl Marx, Escritos Militares - La Violencia y la Constitución de los Estados Europeos, L'Herne 1970.
- Karl Marx, La Guerra Civil en los Estados Unidos, UGE 10/18 1970.
- Renate Siebert, La obra de Frantz Fanon, UGE 18/10 1970.
- Karl Marx, Un capítulo inédito del capital, UGE 18/10 1971.
- Karl Marx, La Comuna de 1871 : cartas y declaraciones, en su mayoría inéditas, UGE 10/18 1971.
- Friedrich Engels y Karl Marx, Sindicalismo - 1. Teoría, organización, actividad, Maspéro 1972.
- Friedrich Engels y Karl Marx, Sindicalismo - 2. Contenido y significado de las reivindicaciones, Maspéro 1972.
- Karl Marx y Friedrich Engels, China, UGE 18/10 1972.
- Karl Marx, Grundrisse - 1. Capítulo Dinero, UGE 10/18 1972.
- Karl Marx, Grundrisse - 2. Capítulo Capital, UGE 18/10 1972.
- Revisar " El paso del tiempo » : “ Sucesión de formas de producción y sociedad en la teoría marxista », París 1972.
- Karl Marx, Grundrisse - 3. Capítulo Capital (continuación), UGE 18/10 1973.
- Friedrich Engels y Karl Marx, El partido de clase - 1. Teoría, actividad, Maspero 1973.
- Friedrich Engels y Karl Marx, El partido de clase - 2. Actividad y organización, Maspéro 1973.
- Friedrich Engels y Karl Marx, El partido de clase - 3. Cuestiones Organizacionales, Maspero 1973.
- Friedrich Engels y Karl Marx, El partido de clase - 4. Actividades de clase, Maspero 1973.
- Revisar " El paso del tiempo » : “ El marxismo y la cuestión militar », París 1974.
- Karl Marx y Friedrich Engels, Rusia, UGE 18/10 1974 - [-NPT] ;
- Karl Marx, Grundrisse - 4. Plusvalía y beneficio, UGE 18/10 1974.
- Karl Marx, Grundrisse - 5. Trabajos adicionales : 1850-1859, UGE 18/10 1975.
- Karl Marx y Friedrich Engels, Socialdemocracia alemana, UGE 18/10 1975.
- Karl Marx y Friedrich Engels, Maspero 1976.
- Karl Marx y Friedrich Engels, Utopismo y comunidad del futuro, Maspéro 1976.
- Friedrich Engels y Karl Marx, Los Utopistas, Maspero 1976.
- Karl Marx y Friedrich Engels, La crisis, UGE 18/10 1978.
- Karl Marx y Friedrich Engels, Crítica de Malthus, Maspero 1978.
- Karel Kosik, La Dialéctica de lo Concreto, Ediciones de la Passion 1988.